# 斯蒂德·邦尼特
斯蒂德·邦尼特（英語：Stede Bonnet，1688年—1718年12月10日），或譯施蒂德·邦尼特，是18世紀初的一名巴巴多斯海盜。他在當上海盜之前是一名富有鄉紳，因此又稱“紳士海盜”（The Gentleman Pirate）。他出生於巴巴多斯的一個富有的英格蘭家庭，1694年其父去世後他繼承了父親的遺產，他雖然參加過民兵組織，但其實不會航海，但由於婚姻問題，他在1717年夏買了一艘船（即復仇者號）、當上了海盜。他和他僱傭的船員在今天的美國東部海域活動。
他在前往海盜共和國的路上被一艘西班牙軍艦襲擊，身受重傷，抵達拿騷後，他與黑鬍子碰面。這時候他的船員已經不怎麼聽他的號令了，因此他將指揮權交給了黑鬍子。邦尼特自己也以客人的身份待在黑鬍子的船上。1718年夏，北卡羅萊納省總督查爾斯·伊登給予他免罪狀，允許他駕駛私掠船，當年7月他又開始到海上劫掠了。
1718年8月，邦尼特將自己的皇家詹姆斯號停靠在恐懼角河修理，但月末南卡羅萊納省總督羅伯特·約翰遜命威廉·瑞特（William Rhett）上校襲擊邦尼特。戰鬥持續了數小時，海盜們寡不敵眾，最後不得不投降。10月初，瑞特把邦尼特押到了查尔斯顿，邦尼特在24日一度逃脫，但不久就在沙利文岛上再次被捕。11月10日，邦尼特正式受審，被判死刑。他向約翰遜總督寫信乞求赦免，但未被接受，最終邦尼特在12月10日被吊死於查爾斯頓。

## 外部連接
- A Biography of Stede Bonnet
- Proceedings of Stede Bonnet's Trial （页面存档备份，存于） from A Complete Collection of State Trials and Proceedings for High Treason and Other Crimes and Misdemeanors from the Earliest Period to the Year 1783 by Thomas Bayly Howell and William Cobbett, from Google Books
- Link to Hero's Island at imdb.com, a 1962 movie about Bonnet （页面存档备份，存于）